# روی پومروی
روی پومروی (۲۰ آوریل ۱۸۹۲ – ۳ سپتامبر ۱۹۴۷) یک هنرمند جلوه‌های ویژه و کارگردان فیلم آمریکایی بود. او در نخستین دوره جوایز اسکار برنده جوایز اسکار برای بهترین جلوه‌های مهندسی شده بخاطر کارش در فیلم بالها شد.